# Alpha (label)
Pour les articles homonymes, voir Alpha.
Alpha est un label discographique français de musique classique. 

## Histoire
Le label est fondé en 1999 par Jean-Paul Combet, et spécialisé, mais non exclusivement, dans la musique baroque et particulièrement celle du XVIIe siècle. Sa collection « Les chants de la terre » est consacrée aux mélodies folkloriques de plusieurs pays (Irlande, Italie, Suisse...). Il a édité, entre autres, Le Poème harmonique et Gustav Leonhardt, et l'ensemble Les Witches d'Odile Edouard.
Il est détenu depuis 2006 par le groupe Outhere.

## Distinctions
Alpha est élu « label classique de l’année 2005 » par la presse internationale. En 2020, il est nommé « label de l'année » aux Gramophone Classical Music Awards.